# Strübbel
Strübbel ist eine Gemeinde im Kreis Dithmarschen in Schleswig-Holstein. Durchstich, Schülperaltensiel und Schülperneuensiel liegen im Gemeindegebiet.

## Geografie
Strübbel liegt nordöstlich von Wesselburen in einer Marschlandschaft.

## Geschichte
Am 1. April 1934 wurde die Kirchspielslandgemeinde Wesselburen aufgelöst. Alle ihre Dorfschaften, Dorfgemeinden und Bauerschaften wurden zu selbständigen Gemeinden/Landgemeinden, so auch Strübbel.

## Politik

### Gemeindevertretung
Bei der Kommunalwahl am 14. Mai 2023 wurden insgesamt sieben Sitze vergeben. Diese fielen erneut alle an die Wählergemeinschaft Strübbel. Die Wahlbeteiligung betrug 71,6 %.